# Basilisk (álbum)
Basilisk é o segundo álbum de estúdio da banda de visual kei rock japonesa D'erlanger, lançado em 7 de março de 1990. Foi o primeiro em uma grande gravadora e alcançou a quinta posição nas paradas da Oricon Albums Chart. Também foi seu último álbum antes de se separarem apenas dez meses depois.
Foi remasterizado e relançado junto com o álbum anterior La Vie En Rose em 21 de abril de 1995. Após a reunião do D'erlanger, foi remasterizado e lançado novamente, junto com os outros álbuns da banda, em 18 de abril de 2007.

## Produção
O arranjo de todas as letras é creditado a Kyo e das músicas é creditado a Cipher, exceto "Hurt" que é creditado a D'erlanger e Dahlia, "So..." que é creditado a D'erlanger e Jimmy do 44Magnum, e "Bara Iro no Jinsei" que é creditado a D'erlanger e Dahlia.
"Bara Iro no Jinsei" é uma versão retrabalhada da faixa-título do álbum La Vie En Rose, e "I Can't Live Without You" estava presente em seu primeiro álbum também. A versão single de "Darlin' " é levemente diferente da do álbum. O single "Lullaby -1990-" inclui parte de "Moon and the Memories", intitulado "Moon and the Memories 2", como seu lado-b. Versões incompletas de "Darlin' " e "Crime and Punishment" aparecem no álbum de maiores sucessos de D'erlanger, Pandora.
Seu álbum de auto covers de 2010, A Fabulous Thing in Rose, inclui regravações de "Incarnation of Eroticism", "Sad Song", "So..." , "Moon and the Memories" e "Darlin' ".

## Lançamento e recepção
Basilisk foi lançado em 7 de março de 1990, como o primeiro álbum do D'erlanger em uma grande gravadora, e alcançou a quinta posição nas paradas da Oricon Albums Chart, mantendo-se por oito semanas.
Para o álbum de tibuto D'erlanger Tribute Album ~Stairway to Heaven~ de 2017, "After Image" foi tocada por Acid Android com Kyo, "Darlin' " por Psycho le Cému, "Moon and the Memories" por Dezert e "So..." por Merry.
Em 2021, a Kerrang! listou Basilisk como um dos 13 álbuns japoneses de rock e metal essenciais.

## Faixas
| N.º            | Título                                       | Duração |  |
| 1.             | "Hurts"                                      | 2:24    |  |
| 2.             | "Incarnation of Eroticism"                   | 2:52    |  |
| 3.             | "Crime & Punishment"                         | 3:55    |  |
| 4.             | "After Image"                                | 5:30    |  |
| 5.             | "Sad Song"                                   | 4:46    |  |
| 6.             | "Darlin'" (Album Version)                    | 4:44    |  |
| 7.             | "Moon and the Memories"                      | 6:28    |  |
| 8.             | "So..."                                      | 4:14    |  |
| 9.             | "I Can't Live Without You" (Versão acústica) | 5:35    |  |
| 10.            | "Bara Iro no Jinsei"                         | 4:38    |  |
| Duração total: | Duração total:                               | 45:09   |  |

## Músicos
D'erlanger
- Kyo – vocais
- Cipher – guitarra
- Seela – baixo
- Tetsu – bateria

Músicos adicionais
- Yoshiko Kawakita – vocais na faixa 1
- Hoppy Kamiyama – teclados nas faixas 8 e 10
- Hiroaki Sugawara – coprodutor
- Shinobu Narita – coprodutor
- Yoshiaki Ushizawa – masterização
- Daisuke Nakayama – engenharia
- Michio Nakakoshi – engenharia[11]